# Autobuses Urbanos de Albacete
Los Autobuses urbanos de Albacete son un servicio público de transporte urbano de la ciudad española de Albacete, operado actualmente por la empresa Vectalia (UTE subus-nlj).

## Detalles del servicio
La ciudad cuenta desde septiembre de 2022 con 8 líneas de autobuses urbanos gestionados por la Unión Temporal de Empresas (UTE) Subús Grupo de Transportes S.L. Nicolás López Jiménez S.L, ambas propiedad del grupo Vectalia. La flota fue renovada totalmente en el año 2007, sustituyendo los antiguos autobuses verdes por otros de un color corporativo diferente, en color rojo y blanco. Actualmente la capital albaceteña cuenta con 30 vehículos, 10 del tipo MAN NL253 A37 Lion`s City Hybrid, 20 del tipo Mercedes-Benz Citaro O530 C1 (2 de ellos del modelo Facelift) y 3 autobuses Iveco-Irisbus Heuliez GX127L, que se quedaron como reserva al ser sustituidos por los MAN. Dentro del grupo de los Mercedes-Benz existía un modelo "Labobús", esto es, un vehículo con almacenamiento de datos vanguardista y alimentado por placas solares y con todas las modernizaciones posibles, aunque desde hace años, dejó de utilizarse al fracasar el proyecto. El tiempo de frecuencia por parada es de 11 minutos en la mayoría de las líneas diarias.
En cuanto a precios, el billete sencillo cuesta 1'20€, existiendo la posibilidad de comprar tarjetas BonoBus (recargable, mensual, anual y las respectivas versiones de estas anteriores para niños, jóvenes, jubilados o personas con discapacidad) y poder realizar transbordos en un tiempo límite de 45 minutos entre cualquiera de las líneas (*es necesario estar en posesión de cualquier tipo de BonoBus).

## Líneas
Las líneas actuales son las siguientes:
| Su Bus (enlace roto disponible en Internet Archive; véase el historial, la primera versión y la última). Líneas de autobús urbano de Albacete | Su Bus (enlace roto disponible en Internet Archive; véase el historial, la primera versión y la última). Líneas de autobús urbano de Albacete | Su Bus (enlace roto disponible en Internet Archive; véase el historial, la primera versión y la última). Líneas de autobús urbano de Albacete | Su Bus (enlace roto disponible en Internet Archive; véase el historial, la primera versión y la última). Líneas de autobús urbano de Albacete |
| Línea | Trayecto | Recorrido | Frecuencia Media (Laborables, excepto en verano)                                                                                              |
| --- | --- | --- | --- |
| (Medicina Campus - Barrio Vereda) | C/ Alcalde Conangla - C/ Hermanos Falcó - C/ Almansa - Avda. J. M. Sánchez Ibáñez - Avda. Dr. F. Gaspar Huelves - Avda. de La Mancha - Avda. de España - Plaza de Gabriel Lodares - C/ Tinte - C/ Caba - C/ Baños - C/ Feria - Avda. de los Toreros - C/ Benavente - C/ Vereda de Jaén - C/ Seminario - C/ Elisa Piqueras Lozano - C/ Vereda de Jaén - Carretera de Jaén - C/ Agustina de Aragón - C/ José Echegaray - C/ Benavente - C/ Chicuelo II - Avda. Arquitecto J. Carrilero - Avda. Ramón y Cajal - Paseo de La Cuba | Recorrido | 11 minutos |
| (Campus - Centro Comercial Imaginalia) | C/ Martínez Villena - C/ San Julián - C/ Feria - C/ Pedro Martínez Gutiérrez - C/ Dionisio Guardiola - C/ Rosario - Carretera de Las Peñas - C/ Arco Iris - C/ Arado - C/ Sancho Panza - Paseo Estudiantes - Avda. de España - C/ Hellín - Paseo Simón Abril - Plaza Gabriel Lodares - C/ Tinte - C/ Caba - C/ Baños - Avda. Isabel la Católica - C/ Juan de Toledo - Avda. Cronista Mateos y Sotos - C/ La Roda - C/ Quiñones - Avda. de la Ilustración - Centro Comercial Imaginalia - Avda. Emilia Pardo Bazán - C/ Oscar Wilde - Avda. de la Ilustración - C/ Huesca - C/ La Roda - Avda. Ramón Menéndez Pidal - Avda. Ramón y Cajal - Paseo de La Cuba | Recorrido | 15 minutos |
| (Campus - Hospital Perpetuo Socorro) | C/ Federico García Lorca - C/ Poeta Agraz - C/ San Pedro - C/ Jorge Juan - C/ Hermanos Falcó - Carretera de Murcia - Avda. de La Mancha - Avda. de España - C/ Hellín - C/ Hermanos Falcó - C/ Francisco Javier de Moya - C/ José Carbajal - Plaza Elíptica - C/ González Rubio - C/ Federico García Lorca - Avda. de La Estación - C/ Martínez Villena - C/ San Julián - C/ Feria - C/ Pedro Martínez Gutiérrez - C/ Blasco Ibáñez - C/ Daoiz - C/ Seminario - C/ Antonio Cuevas Belmonte - C/ Hermanos Jiménez - C/ Cristóbal Pérez Pastor - C/ Dionisio Guardiola - Plaza de Carretas - C/ San Agustín - Avda. de La Estación | Recorrido | 12 minutos |
| (Barrio de San Pedro - Parque Lineal - Los Llanos del Águila - Parque Empresarial Campollano)                                                 | C/ Martínez Villena - C/ San Julián - C/ Feria - C/ Pedro Martínez Gutiérrez - C/ Dionisio Guardiola - C/ Torres Quevedo - C/ Arquitecto Vandelvira - C/ Rosario - Carretera de Las Peñas - C/ Cabo Finisterre - C/ Abanico - C/ Álamo - Avda. Primero de Mayo - C/ Pedro Coca - C/ Pérez Galdós - Plaza de Gabriel Lodares - Plaza de Carretas - C/ San Agustín - C/ Alcalde Martínez de La Ossa - C/ Zamora - C/ Nuestra Señora de Cubas - C/ Casas Ibáñez - Carretera de Madrid - Avda. Gregorio Arcos - Primera Avda. - Avda. Adeca - C/ G - Primera Avda. - Segunda Avda. - C/ E - Cuarta Avda. - Quinta Avda. - C/ B - Primera Avda. - Avda. Gregorio Arcos - C/ Jesús del Gran Poder - Travesía de la Igualdad - Avda. de La Mancha - C/ París - C/ Bir Ganduz - Paseo de La Cuba | Recorrido | 16 minutos |
| (Circular - Estaciones - Hospitales) | C/ Vicente Aleixandre - C/ Ferrocarril - C/ Valdeganga - C/ Nuestra Señora de Cubas - C/ III Centenario - Avda. Cronista Mateos y Sotos - C/ La Roda - C/ Benavente - C/ Vereda de Jaén - C/ Seminario - C/ Antonio Cuevas Belmonte - C/ Arquitecto Vandelvira - Paseo Simón Abril - Avda. de España - C/ Hellín - C/ Almansa - Avda. Dr. J. M. Sánchez Ibáñez- Avda. Dr. F. Gaspar Huelves - Carretera de Valencia - C/ José Carbajal - Plaza Elíptica - C/ Buen Pastor - C/ Alcalde José María de Miguel - Avda. de La Estación | Recorrido | 17 minutos |
| (Albacete - Parque Empresarial Campollano) | C/ Alcalde Conangla - C/ Hermanos Falcó - C/ Hellín - Paseo de Circunvalación - C/ Benavente - C/ La Roda - Avda. Gregorio Arcos - Segunda Avda. - C/ Autovía - Avda. Adeca - C/ G - Primera Avda. - C/ E - C/ D - Segunda Avda. - Avda. Gregorio Arcos - C/ La Roda - C/ Benavente - Paseo de Circunvalación - C/ Hellín - C/ Hermanos Falcó - C/ José Carvajal - C/ Buen Pastor | Recorrido | Salidas 7:20, 8:20, 14:40, 15:20 (desde la ciudad)                                                                                            |
| (Albacete - Cementerio) | C/ San Agustín - Cementerio Municipal - C/ Federico García Lorca (Solo bajada) | Recorrido | 30 minutos (sólo domingos de 8:30 a 13:30) |
| H (Circular Inversa) | Avda. Estación - C/ Alcalde Conangla - C/ Hermanos Falcó - C/ Hellín - Avda. de España - C/ Octavio Cuartero - C/ Rosario - C/ María Marín - C/ Hermanos Jiménez - C/ Julio Carrilero - C/ Quevedo - C/ La Roda - C/ Cronista Mateos y Sotos - C/ Gabriel Císcar - Avda. Ramón y Cajal - C/ Valladolid - C/ Vicente Aleixandre | Recorrido | 22 minutos |

Existen también 4 líneas de feria (FER1, FER2, FER3 y FER4), disponibles desde el 7 al 17 de septiembre, periodo ferial en la ciudad, que prestan servicio desde media tarde hasta altas horas de la madrugada únicamente para traslados al Recinto Ferial, y cuyo importe asciende a 1 euro.